# Epiphyllum cartagense
Epiphyllum cartagense är en kaktusväxtart som först beskrevs av Frédéric Albert Constantin Weber, och fick sitt nu gällande namn av Nathaniel Lord Britton och Joseph Nelson Rose. Epiphyllum cartagense ingår i släktet Epiphyllum och familjen kaktusväxter. Inga underarter finns listade i Catalogue of Life.